# Ивањковци
Ивањковци (словен. Ivanjkovci) су насељено место у општини Ормож, Подравска регија, Словенија.

## Историја
До територијалне реорганизације у Словенији били су у саставу старе општине Ормож.

## Становништво
У попису становништва из 2011. године, Ивањковци су имали 251 становника.
| Број становника према пописима | Број становника према пописима | Број становника према пописима |
| ------------------------------ | ------------------------------ | ------------------------------ |
| 1991                           | 2002                           | 2011                           |
| 296                            | 277                            | 251                            |